# Gustav Ising
Gustav Ising (andere Schreibweise: Gustaf Ising; * 19. Februar 1883 in Finja; † 5. Februar 1960 in Danderyd) war ein schwedischer Teilchenphysiker und Geophysiker.
Ising machte seinen ersten Abschluss filosofie kandidat (Bachelor) an der Universität Uppsala im Jahr 1903 und führte seine Studien an der Universität Stockholm fort. Dort erwarb er im Jahr 1919 seinen Doktorgrad mit einer Dissertation mit dem Titel Undersökningar rörande elektrometrar („Untersuchungen betreffend Elektrometer“). Im Jahr 1934 wurde er Professor.
Er ist bekannt für die Erfindung eines Konzeptes für einen Linearbeschleuniger im Jahr 1924, welcher der Vorläufer aller modernen Beschleuniger ist, die auf oszillierenden elektromagnetischen Feldern basieren. Seine Veröffentlichung wurde von Rolf Wideröe aufgegriffen und in die Praxis umgesetzt, was auch die Entwicklung von kreisförmigen Teilchenbeschleunigern wie dem Zyklotron und dem Betatron in Gang setzte.
Er wurde im Jahr 1935 in die Schwedische Akademie der Wissenschaften gewählt und war von 1947 bis 1953 Mitglied des Nobelpreiskomitees für Physik, zusammen mit den früheren Nobelpreisträgern und Vorsitzenden Manne Siegbahn und Svante Arrhenius, mit Erik Hulthén, Axel Edvin Lindh, Ivar Waller, und Carl Borelius.